# Decisive Battles of World War II: Battles in Normandy
Decisive Battles of World War II: Battles in Normandy — военная пошаговая стратегическая компьютерная игра, часть серии игр «Decisive Battles of World War II». Была разработана компанией Strategic Studies Group и выпущена Matrix Games в 2004 году. Сюжет игры повествует о Нормандской операции.
Battles in Normandy основана на игровой системе «Decisive Battles of World War II». По сравнению с предыдущими частями серии, была заметно улучшена графика и добавлена поддержка больших разрешений экрана.
Игра была хорошо встречена игровой прессой.

## Игровой процесс

Игровой процесс

Battles in Normandy представляет собой пошаговый гексагональный варгейм, основанный на системе Decisive Battles of World War II от Strategic Studies Group. В систему были добавлены новые правила для морских и авиационных операций. Игра позволяет играть как за союзников, так и за нацистскую Германию.

## Сюжет
Игра состоит из двух больших сюжетных кампаний. Первая повествует о сражениях на Западноевропейском театре военных действий Второй мировой войны, начиная с Операции «Нептун» и заканчивая Операцией «Кобра». Вторая кампания начинается Операцией «Кобра» и заканчивается Фалезской операцией. Помимо основных кампаний, игра содержит восемь дополнительных сценариев.

## Отзывы
| Сводный рейтинг         | Сводный рейтинг |
| Агрегатор               | Оценка          |
| ----------------------- | --------------- |
| GameRankings            | 84 %            |
| MobyRank                | 76 %            |
| Иноязычные издания      |                 |
| Издание                 | Оценка          |
| GameSpot                | 8,4/10          |
| PC Gamer (US)           | 81 %            |
| Strategy Informer       | 8,3/10          |
| Computer Games Magazine | 5/5             |
| Computer Gaming World   | 80 %            |
| Награды                 |                 |
| Издание                 | Награда         |
| Charles Roberts Award   |                 |

Трейси Бейкер с сайта GameSpot поставил игре высокую оценку — 8.4 из 10, но критиковал высокую стоимость игры. Крис Ставрос из Strategy Informer поставил игре 8.3 из 10 и заявил, что любители варгеймов найдут в этой игре то, что давно искали. В обзоре журнала Computer Gaming World, рецензент поставил игре 4.5 из 5 и назвал игру лучшим варгеймом на рынке. Журнал Computer Games Magazine поставил игре высшую оценку и назвал лучшей игрой в жанре.
Battles in Normandy получила награду Чарльза С Роберта в номинации «Лучшая компьютерная игра 2004 года о событиях XX века».